# Et Cetera
Et Cetera är en låt framförd av Sinéad Mulvey och Black Daisy. Låten var Irlands bidrag i Eurovision Song Contest 2009 i Moskva i Ryssland. Låten är skriven av Niall Mooney, Daniele Moretti, Jonas Gladnikoff och Christina Schilling.
Bidraget framfördes i den andra semifinalen den 14 maj och fick 52 poäng vilket gav en elfte plats, inte tillräckligt för att gå vidare till finalen.
Det var första gången som Irland inte gick vidare från sin semifinal två år i rad.